# Neololeba hirsuta
Neololeba hirsuta là một loài thực vật có hoa trong họ Hòa thảo. Loài này được (Holttum) Widjaja mô tả khoa học đầu tiên năm 1997.